# オカルト地獄
『オカルト地獄』(おかるとじごく)は、R指定が2008年7月23日に発売した通算1枚目となるミニ・アルバム。

## 収録曲
1. 独裁
2. Under the sun
3. センチメンタル
長らく映像化されていなかったのだが、ビデオ・クリップ集『裏映像盤。』にて、待望の初映像化となった。
4. Last order
5. 浪漫地下室
6. 心中日和
ビデオ・クリップ集『映像盤。』の初回限定盤には、ツアー『Tour ”DOKUMORU”』の最終公演であった2011年8月8日の東京豊島公会堂公演のライブの映像が収録されている。

## 収録映像作品
PV収録
- 『裏映像盤。』(#3)

ライブ映像収録
- 『映像盤。』(#6,初回限定盤のみ)